# Joshua Herdman
Joshua Colin Marian Herdman, född 26 mars 1987 i Hampton i utkanten av London, är en brittisk skådespelare och MMA-fighter, mest känd för att spela Gregory Goyle i Harry Potter-filmerna. År 2018 syntes han även i rollen som Righteous i filmen Robin Hood där han bland annat spelade mot Taron Egerton, Jamie Foxx och Jamie Dornan.
Sedan 2016 är Herdman utöver skådespelaryrket även aktiv som MMA-fighter, detta efter att han under fem års tid har tränat jiujitsu.